# Folioceros glandulosus
Folioceros glandulosus är en skidmossaart som först beskrevs av Lehm. et Lindenb., och fick sitt nu gällande namn av D.C.Bharadwaj. Folioceros glandulosus ingår i släktet Folioceros och familjen skidmossor. Inga underarter finns listade i Catalogue of Life.